# Морозова, Екатерина Андреевна
Екатерина Андреевна Морозова (родилась 26 марта 1991 года в Кемерово) — российская футболистка, защитник.

## Карьера

### Клубная
Воспитанница Кемеровского ЖФК «Кузбасс». Первый тренер — Корнюшина Наталья Сергеевна.
В 2009 году подписала контракт с командой «Кубаночка» и в дебютном сезоне выступала с командой в Первом дивизионе. С 2010 года «Кубаночка» начала участвовать в высшем дивизионе. Екатерина первую игру в высшей лиге провела 16 мая 2010 против «Россиянки», выйдя на замену в перерыве. За четыре сезона (без учёта первой лиги) сыграла за команду 56 матчей.
В 2014 году перешла в «Зоркий» и дебютировала за команду 13 апреля 2014 в матче против «ЦСП Измайлово», выйдя на 81-й минуте вместо Натальи Русских. За «Зоркий» была заявлена в Лигу чемпионов. Всего в 2014 году сыграла 8 матчей и стала серебряным призёром чемпионата, в следующем сезоне не выходила на поле.
В начале 2016 года перешла в «Чертаново» и дебютировала за команду в первом туре 29 апреля 2016 года в матче против ЖФК ЦСКА. Стала основным защитником команды. Серебряный призёр чемпионата России 2018 года, финалистка Кубка России 2017 года.
В 2020 году перешла в петербургский «Зенит». Бронзовый призёр чемпионата России 2021 года. Сезоны 2022—2023 провела в красноярском «Енисее», а сезон 2024 года — в «Звезду-2005».

### В сборной
В молодежной сборной России дебютировала 8 сентября 2009 года в товарищеской игре против сборной Словакии.
В 2013 году получила вызов на финский сбор сборной России и поехала со сборной на Летнюю Универсиаду 2013, где заняли 9-е место. Также принимала участие в Универсиаде 2017 года.
В марте 2017 года дебютировала в национальной сборной России в матче против Португалии. Была в составе сборной на чемпионате Европы 2017 года, где сыграла один матч, против Германии. Всего за сборную провела 6 матчей, все — в 2017 году.

## Достижения
- Серебряный призёр чемпионата России (2): 2014, 2018
- Бронзовый призёр чемпионата России (2): 2015, 2021
- Победительница Первой лиги (1): 2009